# Bialya
Bialya è un paese fittizio che compare nei Fumetti DC; si trova nel Medio Oriente, a nord dell'Iran e dell'Arabia Saudita. Con l'annessione del suo vicino occidentale, il Qurac, fu rinominata Grande Bialya. Durante la Guerra Fredda, il paese era poco più di un arido deserto, popolato da una piccola quantità di persone in difficoltà. Il Capitano Nathaniel Adam passo del tempo stanziato in Bialya qualche periodo prima di farsi avanti come volontario per il "Progetto Capitan Atomo".

## Storia
Poco tempo prima della Modern Age dei super eroi, l'archeologo Dan Garrett scoprì lo Scarabeo di Blue Beetle mentre dissotterrava la tomba del Faraone Kha-Ef-Re in Bialya. Questo gli donò una visione, donandogli i poteri e i costume di Blue Beetle.
Negli anni passati, il paese di Bialya si sviluppò in uno stato militaristico guidato dallo spietato, anche se buffone, Col. Rumaan Harjavti. Sotto il regno di Harjavti, Bialya fu un paese di polizia, sopraffatto dalla povertà e dal conflitto politico. Sotto il regno di Harjavti, i membri del super gruppo delle Nazioni Unite noto come il Guardiani del Globo divennero membri dell'esercito Bialyano, causando contrasti con i loro rimpiazzi nella Justice League International.
Harjavti cospirò con una ex membro del suo harem, una donna nota solo come Queen Bee per solidificare la sua base di potere, e rendere Bialya in una potenza mondiale. Alla fine, Queen Bee e un alieno scienziato membro del Dominio, svilupparono delle tecniche avanzate di lavaggio del cervello che gli permetterono di mantenere il controllo su membri selezionati della comunità super eroica come gli ex membri dei Guardiani del Globo.
Harjavti catturò anche un membro dei Campioni di Angor nota come Wandjina. Con l'aiuto di Queen Bee, Wandjina fu trasformata in Thunderer, un'assassina leale al servizio di Bialya. Fu Queen Bee che in realtà tirava le redini di Wandjina, e durante una dimostrazione pubblica, Queen Bee fece sì che Wandjina (ora Thunderer) assassinasse il Col. Harjavti davanti alla sua intera assemblea.

## Regno di Queen Bee
Queen Bee si dichiarò nuova governatrice di Bialya e istituì iniziative aggressive che sembrarono cambiare il paese nel giro di una notte. Quello che un tempo era un ghetto violento e pustuloso divenne un vero resort paradisiaco. Gli analisti dei media paragonarono la Nuova Bialya alle riviere francesi e di Acapulco. Queen Bee aprì le porte di Bialya la commercio e allo scambio. Istituì programmi alimentari, cure mediche gratuite 24 ore su 24, benefici di scambi culturali e alzò il tasso di occupazione al 100%. Bialya era diventata una nazione perfetta.
Questa miracolosa transizione però, non avvenne attraverso mezzi puramente etici. Queen Bee sviluppò un impianto che incrementava elettronicamente i livelli di endorfina delle persone ogni volta che erano presenti in Bialya. Lasciando il paese, tuttavia, causava lo stimolo a cessare, creando quelli che in effetti erano dolori da astinenza. I residenti erano letteralmente dipendenti dalla vita in Bialya.
Tutto ciò portò a un'investigazione indipendente di Sarge Steel, Capitan Atomo e Major Force. Major Force e Capitan Atomo scoprirono la verità dietro le attività di Queen Bee, ma mentre Major Force soccombette agli effetti delle scariche di endorfina, Capitan Atomo riuscì a resistere. Riuscì a respingere gli effetti da astinenza e fu in grado di andarsene. Sfortunatamente, non fu in grado di smascherare le azioni di Queen Bee o di avere qualche effetto sulla nuova struttura politica di Nuova Bialya.
Fazioni del governo degli Stati Uniti, inclusa la Justice League International furono grandemente preoccupati riguardo alle azioni di Queen Bee, ma riconobbero che ogni azione che avrebbero intrapreso avrebbe potuto scatenare un incidente internazionale. La branca europea della JLI di Capitan Atomo entrò in una missione di copertura al fine di esporre la verità dietro le azioni di Queen Bee. Questa missione terminò in uno stallo e in una non facile tregua che fu formata tra la Justice League Europe e Queen Bee.

## Un anno dopo
Dopo numerosi incontri con la Justice League, Queen Bee fu alla fine deposta e rimpiazzata da sua sorella Queen Bee IV, anche lei successivamente deposta.
La figlia adottiva di Red Tornado, Traya Sutton è metà Bialyana. Traya fu vittima di crimine d'odio nella sua scuola privata dopo che i genitori di un suo compagno furono uccisi durante un attacco terroristico in Bialya. Lei fu salvata da un attacco simile dalla sua compagna di stanza, Cissie King-Jones, alias l'ex membro della Young Justice Arrowette.
Durante la Settimana 45 dell'"anno mancante", Black Adam fu manipolato perché attaccasse Bialya, quando Azraeuz, l'ultimo dei Quattro Cavalieri di Apokolips che assassinò sua moglie e suo cognato, fuggì lì. Pazzo di rabbia, Black Adam massacrò due milioni di persone per trovare Azraeuz.
Dopo la devastazione, fu formato un nuovo governo sotto il Presidente Rashid. Questi negò tutto tranne gli aiuti internazionali più essenziali, citando la sovranità e la sicurezza nazionale. Sfortunatamente, questi furono gli ultimi dei problemi di Bialya. Gli spiriti dei quattro Cavalieri - Yurrd, Rogga e Zorrm - seguirono lo spirito di Azraeuz e successivamente tennero gli umani in ostaggio, massacrando sempre di più man mano che guadagnavano forza. Usando la morte in Bialya come fonte di potere, Azraeuz fece costruire loro un tumulo di terra e cadaveri, dove ricostruirono i propri corpi. I Cavalieri furono infine sconfitti dalla Justice League e da Veronica Cale, ma non prima che uccidessero altre centinaia di persone e facessero un falò.

## Punti di interesse
- Alegab (capitale nella continuità di Nuova Terra)[4]
  - Prima Banca di Bialya[4]
- Bialya City (capitale nella continuità di Terra Prime)[5]

## Residenti noti
- Rumaan Harjavti
- Queen Bee
- Abdul Abdullah Abdul
- Sumaan Harjavti